# Associazione Calcio Napoli 1938-1939
Questa voce raccoglie le informazioni riguardanti l'Associazione Calcio Napoli nelle competizioni ufficiali della stagione 1938-1939.

## Stagione
La stagione 1938-1939 del Napoli fu la decima stagione in Serie A e, complessivamente, la tredicesima in massima serie.

## Divise
| Prima divisa | Divisa portiere |

## Organigramma societario
Area direttiva
- Presidente: Achille Lauro

Area tecnica
- Allenatori: Eugen Payer; poi dal 1º febbraio Commissione Tecnica con Amedeo D'Albora capo delegazione, Paolo Jodice preparatore atletico, Luigi Castello responsabile della difesa, Achille Piccini responsabile del centrocampo e Nereo Rocco responsabile dell'attacco.[1][3]

## Rosa
| N. |                    | Ruolo | Calciatore              |
| -- | ------------------ | ----- | ----------------------- |
|    | Italia (bandiera)  | P     | Eriberto Braglia        |
|    | Italia (bandiera)  | P     | Silvano Pipan           |
|    | Italia (bandiera)  | P     | Arnaldo Sentimenti (II) |
|    | Italia (bandiera)  | D     | Luigi Castello          |
|    | Italia (bandiera)  | D     | Giuseppe Fenoglio       |
|    | Italia (bandiera)  | D     | Achille Piccini         |
|    | Italia (bandiera)  | D     | Mario Pretto            |
|    | Uruguay (bandiera) | D     | Nicolás Riccardi        |
|    | Italia (bandiera)  | D     | Italo Romagnoli (II)    |
|    | Italia (bandiera)  | D     | Corrado Tamietti        |
|    | Italia (bandiera)  | D     | Mario Zanni             |
|    | Italia (bandiera)  | D     | Athos Zontini           |

| N. |                   | Ruolo | Calciatore        |
| -- | ----------------- | ----- | ----------------- |
|    | Italia (bandiera) | C     | Carlo Biagi       |
|    | Italia (bandiera) | C     | Aldo Fabbro       |
|    | Italia (bandiera) | C     | Bruno Gramaglia   |
|    | Italia (bandiera) | C     | Germano Mian      |
|    | Italia (bandiera) | C     | Silverio Tricoli  |
|    | Italia (bandiera) | A     | Giuseppe Gerbi    |
|    | Italia (bandiera) | A     | Umberto Mangolini |
|    | Italia (bandiera) | A     | Alfonso Negro     |
|    | Italia (bandiera) | A     | Aldo Paone        |
|    | Italia (bandiera) | A     | Filippo Prato     |
|    | Italia (bandiera) | A     | Nereo Rocco       |
|    | Italia (bandiera) | A     | Giovanni Venditto |

## Risultati

### Serie A

#### Girone d'andata
| Arbitro: | Curradi (Firenze) |

|                        |           |           |
| Negro 18’ Venditto 81’ | Marcatori | 21’ Torri |

| Milano 25 settembre 1938 | Milano           | 0 – 0 | Napoli | Stadio San Siro\| Arbitro: \| Salvatori (Roma) \| |
| Arbitro:                 | Salvatori (Roma) |       |        |                                                   |

| Napoli 2 ottobre 1938 | Napoli             | 0 – 0 | Liguria | Stadio Giorgio Ascarelli\| Arbitro: \| Scorzoni (Bologna) \| |
| Arbitro:              | Scorzoni (Bologna) |       |         |                                                              |

| Arbitro: | Barlassina (Novara) |

|                 |           |  |
| De Filippis 76’ | Marcatori |  |

| Arbitro: | Mastellari (Bologna) |

|                            |           |  |
| Negro 15’ Romagnoli II 88’ | Marcatori |  |

| Arbitro: | Bertolio (Torino) |

|                       |           |                           |
| Colli 32’ Pomponi 70’ | Marcatori | 1’ Romagnoli II 10’ Prato |

| Arbitro: | Conticini (Firenze) |

|  |           |               |
|  | Marcatori | 47’ Montanari |

| Arbitro: | Zelocchi (Modena) |

|                             |           |                |
| Serantoni 50’ Subinaghi 72’ | Marcatori | 32’, 43’ Biagi |

| Arbitro: | Galeati (Bologna) |

|                                    |           |  |
| Vallone 26’ Petron 74’ Gaddoni 87’ | Marcatori |  |

| Arbitro: | Dattilo (Roma) |

|              |           |  |
| Venditto 49’ | Marcatori |  |

| Arbitro: | Dellarole (Vercelli) |

|                                          |           |                         |
| Di Piazza 15’, 33’ Scarabello 72’ (rig.) | Marcatori | 76’ (rig.) Romagnoli II |

| Arbitro: | Galeati (Bologna) |

|          |           |            |
| Rocco 5’ | Marcatori | 63’ Dugini |

| Arbitro: | Gnocchini (Como) |

|                  |           |  |
| Viani II 5’, 84’ | Marcatori |  |

| Arbitro: | Pizziolo (Firenze) |

|           |           |                                                                      |
| Rocco 88’ | Marcatori | 7’ Reguzzoni 23’ Sansone 45’ Biavati 46’, 65’ Puricelli 89’ Andreoli |

| Roma 22 gennaio 1939 | Lazio               | 0 – 0 | Napoli | Stadio del PNF\| Arbitro: \| Barlassina (Novara) \| |
| Arbitro:             | Barlassina (Novara) |       |        |                                                     |

#### Girone di ritorno
| Novara 29 gennaio 1939 | Novara          | 0 – 0 | Napoli | Stadio Littorio\| Arbitro: \| Tonnetti (Roma) \| |
| Arbitro:               | Tonnetti (Roma) |       |        |                                                  |

| Arbitro: | Dattilo (Roma) |

|           |           |  |
| Rocco 21’ | Marcatori |  |

| Arbitro: | Zelocchi (Modena) |

|                         |           |  |
| Spinola 72’ Gabardo 73’ | Marcatori |  |

| Arbitro: | Biancone (Roma) |

|                                     |           |            |
| Piccini 28’ Rocco 42’ Mian 60’, 89’ | Marcatori | 61’ Santià |

| Trieste 26 febbraio 1939 | Triestina         | 0 – 0 | Napoli | Stadio Littorio\| Arbitro: \| Saracini (Ancona) \| |
| Arbitro:                 | Saracini (Ancona) |       |        |                                                    |

| Arbitro: | Gnocchini (Como) |

|                          |           |           |
| Gerbi 16’, 69’ Biagi 37’ | Marcatori | 48’ Colli |

| Arbitro: | Tonnetti (Roma) |

|                    |           |           |
| Carnevali 65’, 76’ | Marcatori | 71’ Rocco |

| Arbitro: | Galeati (Bologna) |

|           |           |  |
| Paone 61’ | Marcatori |  |

| Napoli 2 aprile 1939 | Napoli             | 0 – 0 | Torino | Stadio Partenopeo\| Arbitro: \| Pizziolo (Firenze) \| |
| Arbitro:             | Pizziolo (Firenze) |       |        |                                                       |

| Arbitro: | Soliani (Genova) |

|              |           |                    |
| Barsanti 50’ | Marcatori | 11’ Mian 47’ Rocco |

| Arbitro: | Galeati (Bologna) |

|                   |           |  |
| Zanni 9’ Mian 72’ | Marcatori |  |

| Arbitro: | Fois (Roma) |

|                |           |           |
| Cappellini 77’ | Marcatori | 51’ Biagi |

| Arbitro: | Salvatori (Roma) |

|                                        |           |             |
| Venditto 52’ Mian 55’ Biagi 88’ (rig.) | Marcatori | 44’ Zennaro |

| Arbitro: | Galeati (Bologna) |

|                                                             |           |  |
| Andreolo 5’ Reguzzoni 67’ Castello 77’ (aut.) Puricelli 85’ | Marcatori |  |

| Napoli 28 maggio 1939 | Napoli            | 0 – 0 | Lazio | Stadio Partenopeo\| Arbitro: \| Gaelati (Bologna) \| |
| Arbitro:              | Gaelati (Bologna) |       |       |                                                      |

### Coppa Italia

#### Sedicesimi di finale
| Arbitro: | Scorzoni (Bologna) |

|             |           |              |
| Fabbro 111’ | Marcatori | 91’ Candiani |

| Arbitro: | Bertolio (Torino) |

|              |           |  |
| Candiani 54’ | Marcatori |  |

## Statistiche

### Statistiche di squadra
| Competizione | Punti | In casa | In casa | In casa | In casa | In casa | In casa | In trasferta | In trasferta | In trasferta | In trasferta | In trasferta | In trasferta | Totale | Totale | Totale | Totale | Totale | Totale | DR |
| Competizione | Punti | G       | V       | N       | P       | Gf      | Gs      | G            | V            | N            | P            | Gf           | Gs           | G      | V      | N      | P      | Gf     | Gs     | DR |
| ------------ | ----- | ------- | ------- | ------- | ------- | ------- | ------- | ------------ | ------------ | ------------ | ------------ | ------------ | ------------ | ------ | ------ | ------ | ------ | ------ | ------ | -- |
| Serie A      | 31    | 15      | 9       | 4       | 2       | 21      | 12      | 15           | 1            | 7            | 7            | 9            | 23           | 30     | 10     | 11     | 9      | 30     | 35     | -5 |
| Coppa Italia |       | 1       | 0       | 1       | 0       | 1       | 1       | 1            | 0            | 0            | 1            | 0            | 1            | 2      | 0      | 1      | 1      | 1      | 2      | -1 |
| Totale       |       | 16      | 9       | 5       | 2       | 22      | 13      | 16           | 1            | 7            | 8            | 9            | 24           | 32     | 10     | 12     | 10     | 31     | 37     | -6 |

### Statistiche dei giocatori[6]
| Giocatore          | Serie A  | Serie A | Coppa Italia | Coppa Italia | Totale   | Totale |
| Giocatore          | Presenze | Reti    | Presenze     | Reti         | Presenze | Reti   |
| ------------------ | -------- | ------- | ------------ | ------------ | -------- | ------ |
| C. Biagi           | 22       | 5       | 1            | 0            | 23       | 5      |
| L. Castello        | 30       | 0       | 2            | 0            | 32       | 0      |
| A. Fabbro          | 8        | 0       | 1            | 1            | 9        | 1      |
| G. Fenoglio        | 6        | 0       | -            | -            | 6        | 0      |
| G. Gerbi           | 8        | 2       | -            | -            | 8        | 2      |
| B. Gramaglia       | 1        | 0       | -            | -            | 1        | 0      |
| G. Mian            | 21       | 5       | 1            | 0            | 22       | 5      |
| A. Negro           | 13       | 2       | 2            | 0            | 15       | 2      |
| A. Paone           | 8        | 1       | 1            | 0            | 9        | 1      |
| A. Piccini         | 24       | 1       | 1            | 0            | 25       | 1      |
| S. Pipan           | 1        | -2      | -            | -            | 1        | -2     |
| D. Poggi           | 3        | 0       | -            | -            | 3        | 0      |
| F. Prato           | 30       | 1       | 2            | 0            | 32       | 1      |
| M. Pretto          | 6        | 0       | -            | -            | 6        | 0      |
| N. Riccardi        | 25       | 0       | 2            | 0            | 27       | 0      |
| N. Rocco           | 23       | 6       | 1            | 0            | 24       | 6      |
| I. Romagnoli (II)  | 30       | 3       | 2            | 0            | 32       | 3      |
| A. Sentimenti (II) | 29       | -33     | 2            | -2           | 31       | -35    |
| C. Tamietti        | 8        | 0       | 2            | 0            | 10       | 0      |
| S. Tricoli         | 1        | 0       | -            | -            | 1        | 0      |
| G. Venditto        | 28       | 3       | 2            | 0            | 30       | 3      |
| M. Zanni           | 5        | 1       | -            | -            | 5        | 1      |